# Società delle Giardiniere

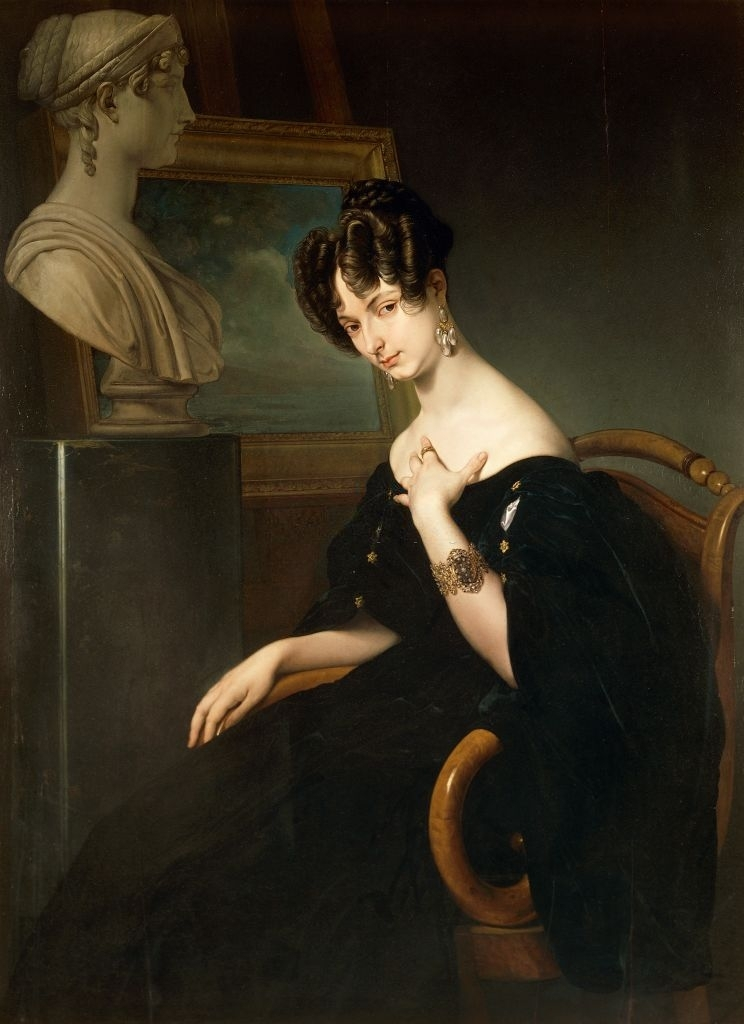
Francesco Hayez - Cristina Trivulzio

La Società delle Giardiniere  est un mouvement secret qui contribua à l'unification de l'Italie au milieu du XIXe siècle et qui réunissait les femmes affiliées à la  Carboneria et qui se rencontraient dans les jardins, d'où le nom de «  giardinière » (en français : jardinières) dans le but de communiquer et œuvrer pour la société. 

## Historique
La Société a commencé à se diffuser après  1821 en Lombardie, Venetie et Campanie en réunissant des femmes de la « bourgeoisie intellectuelle » comme Bianca Milesi Mojon, Maria Gambarana Frecavalli, Matilde Viscontini Dembowski, Teresa Casati Confalonieri.
Un grand nombre d'entre elles ont été arrêtées et emprisonnées par la police autrichienne.

## Organisation
Comme l’analogue organisation masculine, elle comportait deux niveaux hiérarchiques : 
- Apprendista (apprentie)
- Maestra (maîtresse).

Par la suite un autre rang a été ajouté : celui du « sublime maestra » qui était autorisée à porter un petit poignard caché entre le bas et la jarretière.

### Sources
- Voir liens externes